# Aittojärvi och Murtojärvi
Aittojärvi och Murtojärvi är en sjö i Finland. Den ligger i kommunen Kuhmo i landskapet Kajanaland, i den centrala delen av landet, 500 km nordost om huvudstaden Helsingfors. Aittojärvi och Murtojärvi ligger 160,4 meter över havet. Den är 14,5 meter djup. Arean är 7,06 kvadratkilometer och strandlinjen är 36,12 kilometer lång. Sjön  ingår i Uleälvens huvudavrinningsområde. 